# Hochwasserrückhaltebecken Rennersdorf
Das Hochwasserrückhaltebecken Rennersdorf liegt südlich von Rennersdorf in der Oberlausitz zwischen Bernstadt auf dem Eigen, Herrnhut und Großhennersdorf im Landkreis Görlitz (Sachsen). Das Rückhaltebecken der Landestalsperrenverwaltung Sachsen soll das Flussgebiet der Pließnitz vor Hochwasser schützen, indem die Durchflussmenge ihres längsten Quellflusses, des Petersbachs reguliert wird.

## Beschreibung

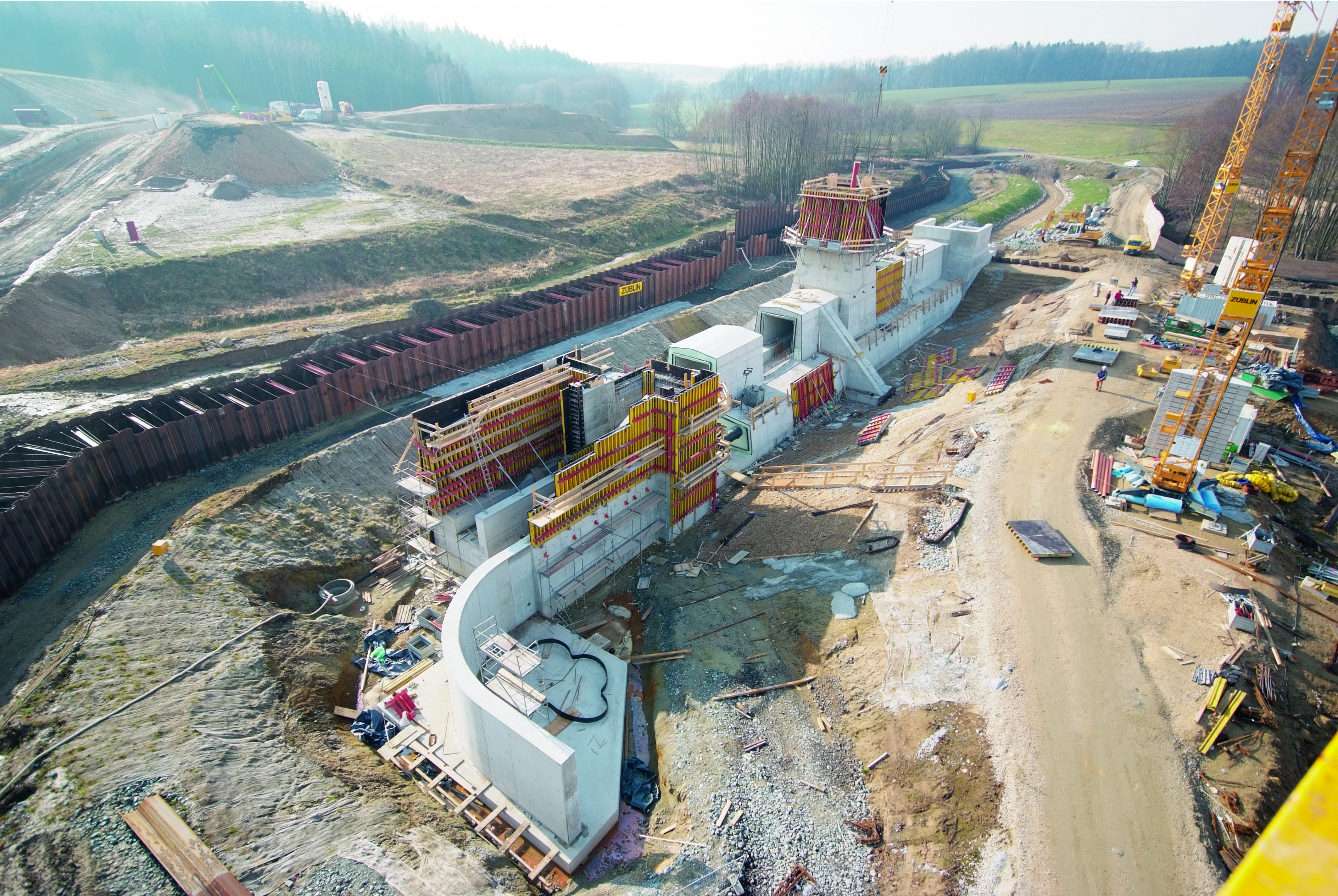
Baustelle Anfang 2008

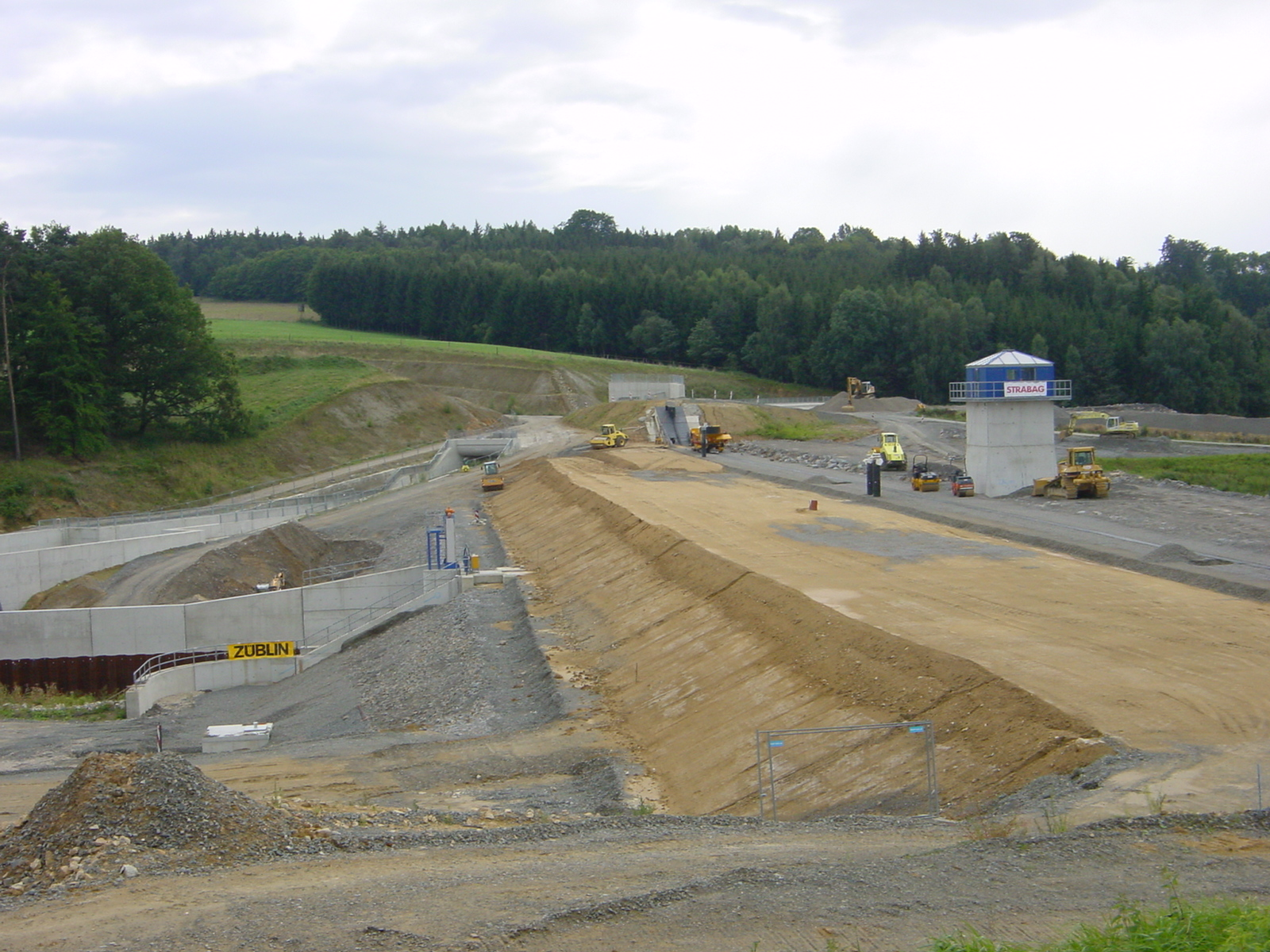
Baustelle im August 2010

Das Staubecken wird nur im Hochwasserfall eingestaut. Es wird bis zu 3,5 Millionen m³ Wasser zurückhalten können. Zu den Zuflüssen zählen neben dem Petersbach der Erlichtbach und der Triebenbach. Das Einzugsgebiet ist ca. 64 km² groß. In Rennersdorf, unterhalb des Staudamms, vereinigt sich das Berthelsdorfer Wasser mit dem Petersbach zur Pließnitz.
Der erste Bauabschnitt wurde im Januar 2009 fertiggestellt. Der Bau des eigentlichen 300 m langen und 16 m hohen Hauptdammes begann im Dezember 2009. Nach vier Jahren Bauzeit ist das Hochwasserrückhaltebecken fertiggestellt und am 8. Dezember 2010 im Beisein des Umweltministers Kupfer offiziell eingeweiht worden. Der in einem Ökostollen begehbare Staudamm ist ein Steinschüttdamm mit einer bituminösen Kerndichtung, der an der Krone etwa fünf Meter breit ist. Die Baukosten betrugen 38 Millionen Euro.
Anfang 2011 musste das Hochwasserrückhaltebecken aufgrund eines Schmelzhochwassers unplanmäßig eingestaut werden. Bei diesem Zwangseinstau wurde festgestellt, dass eine erhebliche Menge von Sickerwasser aus der Kontrolldrainage austrat. Sofort danach begannen die Auswertungen und die Ursachenforschung. Es wurden zusätzliche Bohrungen veranlasst und ein planmäßiger Einstautest durchgeführt, bei dem die Sickerwassermengen genau erfasst wurden.
Im Jahr 2013 begann die Sanierung des Beckens. Der Staudamm erhielt auf  der Wasserseite eine zusätzliche Dichtung. Diese wurde vor die Asphaltdichtung eingezogen und reicht mindestens fünf Meter in den Untergrund. Damit soll die Sickerwassermenge auf der Luftseite des Dammes reduziert werden. Der Einbau der Innendichtung erfolgte mit dem sogenannten CSM-Verfahren (Cutter Soil Mixing). Dabei wird der Boden mit einer Zement-Suspension vermischt. Daraus entsteht eine dichte Erd-Beton-Wand.